# リック・ツァベル
リック・ツァベル（Rick Zabel, 1993年12月7日 - ）はドイツ、ウナ郡出身の自転車競技選手。エリック・ツァベルの息子であり、デトレフ・ツァベルの孫である。

## 主な戦績

### 2012年
- ドイツ選手権U23 優勝
- ロンド・ファン・リンブルフ 2位

### 2013年
- ロンド・ファン・フラーンデレンU23 優勝
- ツール・ド・ノルマンディ 区間1勝（第5）
- シュパルカセン・ミュンスターラント・ギーロ 7位

### 2014年
- ジロ・デル・トレンティーノ 区間1勝（第1 TTT）
- ルント・ウム・デン・フィナンツプラッツ・エシュボルン＝フランクフルト 6位

### 2015年
- オーストリア一周 区間1勝（第3）

### 2017年
- カチューシャ・アルペシンに移籍
- ルント・ウム・デン・フィナンツプラッツ・エシュボルン＝フランクフルト 2位

### 2019年
- ツール・ド・ヨークシャー　区間優勝(第2ステージ)